# Маскут
Маскут (араб. مسقط‎ Masqat; др-арм. Մա(զ\ս)քութ, Ma(z\s)qut)  — историческая область, располагавшаяся вдоль западного побережья Каспийского моря. Северная её часть также известна как Чола (Чора, Джора) по названию её столицы в районе современного Дербента. В наше время территория области Маскут входит в состав Азербайджана и Дагестана (Россия).

## О названии
Название области связывается с древними ираноязычными племенами массагетов, которые населяли прикаспийские земли примерно с I в. н. э. (по другой версии, уже с VI в. до н. э., см. «Область обитания массагетов»).
Первоначальным названием, по мнению В. Ф. Минорского, должно было быть *Маскут или *Машкут, однако в арабском языке в результате народной этимологии оно превратилось в Маскат (на арабском — место, где что-то произошло).
В исторической литературе и преданиях эта область в период IV—V вв. также именуется «Страной маскутов» и «Маскутским царством». Топоним «Маскут» был известен ещё в позднем Средневековье, но затем постепенно вышел из употребления.
О топониме «Маскут» напоминают современный топоним Мушкур (наименование области между двумя притоками реки Самур — Yalama и Belbele) и название пригорода г. Баку, пос. Маштага.

## Локализация области
В. Ф. Минорский в своём комментарии к «Истории Ширвана и ал-Баба», ссылаясь на армянского историка Фавста Византийского, сообщает, что князь Санесан, принявший титул «царя массагетов (мазк’ут')», основал на западном побережье Каспийского моря своё царство с помощью войска, состоявшего из гуннов и дагестанских племён: «Говоря об инфильтрациях с севера…, можно упомянуть аланов и различных кавказских горцев, составлявших большинство войск армянского Аршакида Санесана, который выкроил для себя царство на север от Куры поблизости от Каспийского моря (в районе, позже называвшемся Маскат) и противопоставил себя своему брату (или родственнику) царю Армении Хосрову II (316 — 25)».
Царство маскутов в этот период занимало территорию от места слияния Аракса и Куры, вдоль русла последней до Каспийского моря и на север вдоль его побережья до города Чола (ныне Дербент, т. н. «Каспийские ворота») — столицы «маскутских» царей. Это царство включало в свой состав также область баканов, — по-видимому, современные Баку и Апшеронский полуостров. На западе Маскут соседствовал с Кавказской Албанией, на юге (за Курой и Араксом) находилась область Пайтакаран, а на северо-западе (в горах Дагестана) — область Лпиния.
А. Новосельцев места проживания маскутов обозначает следующим образом: побережье современного Азербайджана и Дагестана и также Муганская, Мильская, Ширванская степи.
С. Ашурбейли, ссылаясь на армянские и арабские источники, локализует область проживания маскутов (кавказских массагетов) побережьем современного Дербентского района Дагестана, а также Апшероном, Муганской равниной, Губинским, Гусарским и Шабранским районами Азербайджана.
С конца IV века прикаспийские области, от устья Куры на юге до Дербента на севере, управлялись наместником Сасанидского государства. После 488 г. область маскутов отошла к Кавказской Албании, а ок. 510 г. Албанское царство было окончательно ликвидировано. После упразднения царской власти в Албании на территории между реками Шабранчай и Гильгильчай появилось небольшое политическое образование — государство Ширваншахов.
Армянский географ Анания Ширакаци (610—685 гг.), причисляя маскутов к числу народов Сарматии, говорил, что живут они «у самого Каспийского моря, куда доходят отроги Кавказа и где воздвигнута Дербендская стена, громадная твердыня моря». По-видимому, на основании этого сообщения С. Т. Еремян пишет: «По имени массагетов равнина между реками Самур и Гильгильчай называлась Маскут, или Маскат, позже Мускур». С. Ашурбейли пишет: «В источнике VII в. равнина между реками Самур и Гиль-гилчай называлась Мазкутк, в арабских источниках IX—X вв. — Маскат и позже в средневековье — Мушкур».

В более поздней (X—XI века) «Истории Ширвана и ал-Баба» говорится:
Маскат (Маскут) — земля, имеющая ряд крепостей, селений и полей (пастбищ) и граничащая с рекой Самур, морем, страной Лакзов и Шабараном. В давние времена она имела самостоятельных правителей (хуккам), но их правление прервалось в 218/833 году, когда эмиры Баб ал-абваба и его пограничных областей заняли её.
В своём комментарии к «Истории Ширвана и ал-Баба» В. Ф. Минорский пишет: «На северо-восточном склоне юго-восточного отрога Кавказского хребта и вдоль побережья моря лежат очень плодородные области, орошаемые реками района современной Кубы и большой рекой Самур (Саммур). Первоначально они принадлежали лезгинским (лакз) княжествам, но постепенно были аннексированы Ширваншахами и стали яблоком раздора между ними, эмирами ал-Баба и даже правителями Аррана. После тюркского нашествия и в период своей борьбы с дербендским Муфарриджем Фарибурз б. Саллар явно стремился перенести главный центр своих владений в эту местность, где упоминаются две территории — Шабаран и Маскат. Первый считался частью Ширвана, а последний [Мюнеджжим-баши] описывает особо как часть ал-Баба. Предпочтительно, однако, рассматривать их совместно, и не только потому, что они относятся к одной и той же географической зоне, но и потому что очень часто Маскат бывал захвачен Ширваном». Как пишет В. Ф. Минорский, «в общем можно сказать, что Шабаран и Маскат соответствуют южной и северной части Кубинского района, где в XVIII в. возникла династия кубинских ханов, влияние которой чувствовалось не только в Дагестане, но даже на южном побережье Каспия и в Ардебиле».

## История
Примерно во II веке до н. э. в районе нынешнего Дербента был построен город, известный в античных и средневековых источниках как Чола (Чора). С конца I века н. э. Чола — столица племенного союза маскутов (массагетов).
С I века н. э. область маскутов находилась в вассальной зависимости от царей Кавказской Албании.
Первое появление маскутов на исторической арене относится к IV в. В 330-е гг., когда святой Григорий Просветитель начал направлять в соседние страны своих иереев и епископов, его внук Григорис, рукоположенный во «епископа Иверии и Алуанка», прибыл в Албанию из Армении, вёл проповеди христианства и принял мученическую смерть среди маскутов. В 337 году представители различных племён, населявших прикаспийские территории Закавказья и горные районы Южного Дагестана, участвовали во вторжении в Армению под предводительством массагетского царя Санесана (Санатрука). Как пишет К. В. Тревер, в походе участвовали маскуты, таваспары (обитавшие в Южном Дагестане на левом берегу нижнего течения Самура), чилбы (из верховьев Андийского Койсу), баласичи (с правого берега низовьев Аракса и Куры), хоны (занимавшие территорию севернее таваспаров, от Самура до Сулака и выше на север), хечматаки (обитавшие выше по Самуру).
В 371 г. маскуты выступили в качестве союзников албанского царя Урнайра в набеге на Армению, но были разбиты армянским полководцем Мушегом Мамиконяном.
С конца IV века прикаспийские области, от устья Куры на юге до Дербента на севере, находились под непосредственным контролем Сасанидского государства. Сасанидский наместник (марзпан) располагался в Кабале. В подчинение ему постепенно были переданы области Базкан (Баласакан), Хурсан, Шабран, Чола (Дербент), а также территории расселения легов (Лакз) и таваспаров (Табарсаран).
Во время восстания против персов в 460—462 гг. албанский царь Ваче II из династии массагетских Аршакидов при поддержке маскутов овладел крепостью Чола (Чора) и объединившись с вождями горных племён, в течение года упорно сопротивлялся персидским войскам. После отречения Ваче II от престола и упразднения Албанского царства он обосновался в Чоле. После 488 г. область маскутов отошла к Албании, а ок. 510 г. она была включена в состав Северного куста (провинции) Сасанидской державы со столицей в Чоле. По указанию Хосрова I Ануширвана город был перестроен и переименован в Дербент («Узел дорог»).
В 628—630 гг. Маскут пережил нашествие хазар, а затем вошёл в государство албанского правителя Враз-Трдата и его сына Джеваншира, которые носили титул «царей Албании, Лпинии и Чолы». В 692 г. область впервые подверглась нашествию арабов, которые окончательно завоевали и исламизировали её в 730-х гг.. Тогда же арабский полководец Мерван бен Мухаммед поселил здесь хазар, обращённых арабами в ислам. В исламскую эпоху Маскут был известен как Маскат, позже Мускур.
В IX веке в результате распада Арабского халифата северная часть исторической области Маскут (до реки Самур) вошла в Дербентский эмират, в то время как южная часть, первоначально принадлежавшая лезгинским (лакз) княжествам, была постепенно аннексирована государством Ширваншахов.

## Население
Как отмечает Сара Ашурбейли, Маскут, по-видимому, имел смешанное население, состоявшее из ираноязычных массагетов (маскутов), а также кавказских и различных тюркских племён — в том числе и тех, кто пришёл сюда в составе войска князя Санесана в 337 году. Фавстос Бузанд в числе входивших в его армию «разношёрстных кочевых племен» назвал гуннов, таваспаров, хечматаков, ижмахов и пр. Проникновение и нашествия гуннов, сабиров и хазар на Албанию отмечены у ряда раннесредневековых авторов. Наиболее раннее появление гуннов на Кавказе относится ко второй половине II в. н. э. Вторжение гуннов в Албанию через Дербендский проход (Чор), по Агафангелу, относится к первой половине III в. и позже, к первой половине и концу IV в. Нападения гуннов продолжались и в V—VI вв. В конгломерате гуннской орды находились булгары, хайландуры, а в V—VI вв. — сабиры.
По мнению некоторых авторов, сами массагеты (маскуты) были известны в Прикаспии со времён царицы Томирис. Их принадлежность к скифским племенам также подтверждается несколькими авторами — как античными, так и авторами нового времени. В связи с этим указывают на древнее скифское царство Ишкуза в Закавказье.
Высказывались предположения, что часть скифов (массагетов) мигрировала в Причерноморье. Так, Иордан повествует («Гетика», 61, 62) о строительстве Томирис города в Малой Скифии. Однако о пребывании массагетов в I в. н. э. в прикаспийском регионе упоминает ещё Плиний Старший.
У некоторых авторов (Аммиан Марцеллин и Дион Кассий) массагеты отождествляются с аланами. А. П. Новосельцев считал маскутов родственными аланам.
Существуют предположения, что в археологическом плане маскуты представлены единственным катакомбным могильником IV—V вв. на возвышенности Паласа-сырт южнее Дербента; погребальный обряд близок к аланскому. Однако более ранних захоронений того же типа здесь не выявлено.
По сообщению армянских, арабских и персидских источников, сасанидские цари Кубад I и Хосров Ануширван I в V—VI вв. для защиты и охраны своих северных границ от набегов тюркских кочевников построили ряд заграждений и Дербендскую стену и переселили сюда ряд ираноязычных племён —
выходцев из Лахиджана, Табаристана, Гиляна и др.. По мнению некоторых исследователей, азербайджанские таты, расселение которых прослеживается на каспийском побережье от Апшерона до Дербенда, являются остатками древних переселенцев-иранцев.
В анонимном источнике начала VII в. перечисляются племена, населявшие Южный Дагестан, Ширван и западное побережье Каспийского моря, — леки (предки современных лезгин), гунны, хазары, зекены (цекан), хенуки (хенави), каспы, шарваны, хсраны, таваспары, хечматаки, ижмахи, баканы, пиконаки (печенеги), маскуты.
По сведениям Балазури, в VIII в. Марван ибн Мухаммад поселил хазар, обращённых в ислам, в Маскате — «между Самуром и Шабараном, на равнине, в области лакзов».